# 世界一受けたい授業
『世界一受けたい授業』（せかいいちうけたいじゅぎょう、英字表記:THE MOST USEFUL SCHOOL IN THE WORLD）は、2004年（平成16年）10月30日から2024年（令和6年）3月23日まで日本テレビ系列で毎週土曜日の19:56 - 20:54 （JST）に放送されていた教育バラエティ番組。
なお、通称は「せかじゅ」だが、普段はホームページやキャラクター（せかじゅーくん）でしか使われていない。また、一部新聞のテレビ欄では『世界一受けたい授業!!』と「!!」が入ることもある。

## 概要
各界の著名人を先生（講師）として招き、世の中の仕組みやその人の考え方などをわかりやすく講義してもらう。講義内容は大まかに「国語」「算数」「理科」「社会」「保健体育」といった、小学校で学習するような授業にあてはめられているが、なかには「食育」や「能力開発」といった特殊な分類の講義もある。初期は紹介前に講師に対しての推薦人がコメントをしていた。
主題歌は、1978年に同局で放送されたテレビドラマ『熱中時代』の主題歌で、原田潤が歌った「ぼくの先生はフィーバー」を採用している。番組でかかっているのは「世界一バージョン」というもので、バック演奏のみをリメイクしたものである（2005年1月19日にCD発売）。

番組開始以来安定して高視聴率を獲得している。2010年4月24日と2014年7月5日放送分では番組史上最高となる19.3%を記録している。
国際的著名人が特別講師として招かれるケースもあり、2005年12月24日放送分では元ソビエト連邦大統領のミハイル・ゴルバチョフ、2006年2月4日放送分では当時ニューヨーク・ヤンキース選手の松井秀喜、2006年3月18日放送分ではケニアのノーベル平和賞受賞者のワンガリ・マータイ、2007年2月3日放送分ではアメリカ元副大統領アルバート・ゴア、11月3日放送分ではビリー・ブランクス（ビリー隊長）、2009年1月10日放送分ではオノ・ヨーコが講義を担当した。他にも、海外NPOなどのメンバーが活動にまつわる最新の国際情勢などを講義することも多い。
この番組がきっかけでテレビ出演が増えた人物も多く、米村でんじろうは今や子供向けの科学番組に欠かせない存在になりつつある。また、秋山仁、唐沢俊一、茂木健一郎はそれぞれ番組で題材にしたものをニンテンドーDSやPlayStation Portableなどでゲーム化している。
なお、本番組では講師には「先生」、有田学級委員長および司会者以外のゲストパネリストには芸歴・キャリアの年数に関係なく「◯◯君」という呼称を必ず徹底させているのが特徴（テロップでも表示される）。
当番組では、ディレクターやカメラマンなどのスタッフは全員、スーツを着て収録に臨んでいる。
文字多重放送（字幕放送）を実施しており、堺の声は黄色、上田の声は水色、講義毎の講師の声は緑色で表示される（2010年3月放送分まではリアルタイム字幕放送。後述の番組対抗3時間半スペシャルでは、その後もリアルタイム字幕での放送となっている）。
2010年4月から、地上デジタル放送への完全移行を前提に、地上アナログ放送では画角16:9のレターボックス放送での放送に移行した。
2011年3月12日は、 東北地方太平洋沖地震（東日本大震災）による報道特別番組の放送に伴い休止。当日に予定していた放送分は3月26日に再編集した上で振替放送された。
提供読みは2020年9月まではナレーターの奥田民義が特番を含め担当していたが、それ以降は局アナが担当している。また、東日本大震災後の3月26日は提供クレジット自体はなかったが、4月9日 - 4月23日の3回の提供読みは局アナが担当した。稀に企業の事情で局アナが担当する場合もある。2018年4月から9月までは諸般の事情により、日本テレビのアナウンサーが担当した。
2013年9月21日は、プロ野球・読売ジャイアンツ（巨人）のセントラル・リーグ優勝決定の可能性が出てきたことにより、巨人×広島戦を緊急生中継したため、当番組のスペシャル版『人は短期間でどこまで変われるかスペシャルII』は同年10月12日に延期となった。しかし巨人はこの試合に敗れ優勝を決められず次の日の試合で優勝を決めた。
番組開始の合図として、堺が冒頭に「Let'sホニャララ!」とコールするのが恒例となっている。コールはその日の気分で節回しや声の強弱、溜めの間などがアレンジされる。
選曲を佳夢音が担当しているため、VTR内などでは洋楽・邦楽を問わず内容にひっかけた洒落の楽曲や日テレ系で放送された番組のテーマ曲が使われることが多い。
2020年10月10日放送分より、放送開始以来初となる番組ロゴおよびスタジオセットのリニューアルを行い、ナレーターも交代した。これに伴い、原則1時間で3つの授業を行っていたものが2つに減った。2022年4月から「噂のヤバい先生File」というコーナーが始まったことで、実質3つに戻ったが、短期間で終了した。

## レギュラー放送の終焉
2023年12月2日に、当番組が2024年3月いっぱいでレギュラー放送が終了することが発表された。なお、レギュラー放送終了後は、特番として放送していく予定。そして後番組として、2024年3月をもって、『news zero』のMCを降板する有働由美子がMCを務める音楽番組『with MUSIC』が4月から開始された。

## 復活スペシャル
2025年3月1日19:00 - 20:54に約1年振りに、復活スペシャルが放送された。

## 出演者
校長先生（総合司会）
- 堺正章

教頭先生（進行）
- 上田晋也（くりぃむしちゅー）
- 藤井貴彦 - 教頭代行（2021年8月28日 - ）

学級委員長（レギュラー）
- 有田哲平（くりぃむしちゅー）

主な生徒（ゲスト）
- 柴田理恵
- 久本雅美
- 細山貴嶺
- 石塚英彦
- 石田純一
- クリス松村
- 次長課長
  - 河本準一
  - 井上聡
- 森三中
  - 大島美幸
  - 村上知子
  - 黒沢かずこ
- 山崎弘也（アンタッチャブル）
- 高橋英樹
- 優木まおみ
- はるな愛
- 柳原可奈子
- ローラ
- 永井大
- IKKO
- 佐藤栞里
- 青木勁都
- 吉村崇（平成ノブシコブシ）

他

### 特番時
学長
- 笑福亭鶴瓶

## 講師

### 教員・講師
- 青島広志（東京芸術大学・都留文科大学・東京都立芸術高等学校講師）
- 秋山仁（日本医科大学助教授・数学者）
- 阿部絢子（日本大学理工学部講師）
- 新井淑則（中学校教員）
- 石井直方（東京大学理学部教授）
- 石上七鞘（東京女学館大学教授）
- 一川誠（千葉大学文学部行動科学科准教授）
- 市橋正光（神戸大学名誉教授・同志社大学教授）
- 犬塚則久（東京芸術大学美術学部非常勤講師）
- 井上芳光（大阪国際大学人間科学部スポーツ行動学科教授）
- 宇田川勝司（江南市立布袋中学校教諭）
- 内田麻理香（東京大学大学院工学系研究科・工学部特任教員）
- 梅田隆司（大阪桐蔭高等学校吹奏楽部総監督）
- 及川清昭（立命館大学理工学部建築都市デザイン学科教授）
- 大坪研一（新潟大学農学部教授）
- 沖大幹（東京大学生産技術研究所教授）
- 隂山英男（立命館大学大学教育開発・支援センター教授）
- 金谷俊一郎（歴史コメンテーター、予備校講師（日本史））
- 鎌田浩毅（京都大学大学院人間・環境学研究科教授・火山学）
- 河合敦（高等学校教員（日本史）、歴史作家）
- 岸博幸（慶應義塾大学大学院メディアデザイン研究科教授、元経済産業省官僚）
- 北一郎（元スタンフォード大学ナルコレプシーセンター客員助教授）
- 北野大（明治大学理工学部教授）
- 金田一秀穂（杏林大学外国語学部教授・言語学者）
- 倉恒弘彦（関西福祉科学大学健康福祉学部健康科学科教授）
- 米虫節夫（近畿大学農学部教授）
- 齋藤孝（明治大学教授、教育学者）
- 斉藤了文（関西大学社会学部教授）
- さかなクン（東京海洋大学准教授）
- 佐々木晶（国立天文台教授）
- 重野純（青山学院大学文学部教授）
- 新谷尚紀（国立歴史民俗博物館教授・総合研究大学院大学教授）
- J.A.T.D.にしゃんた（羽衣国際大学准教授、経済学・文化比較・多文化共生）
- 滝川洋二（ガリレオ工房）
- 高沢謙二（東京薬科大学客員教授）
- 高橋儀平（東洋大学ライフデザイン学部人間環境デザイン学科教授）

- 多湖輝（東京未来大学学長）
- 田中敬一（鳥取大学名誉教授）
- 田邊裕（東京大学名誉教授・帝京大学教授）
- 谷澤容子（星美学園短期大学人間文化学科准教授）
- 斗鬼正一（江戸川大学社会学部教授）
- 徳江千代子（東京農業大学教授）
- 都甲潔（九州大学大学院システム情報科学研究院教授）
- 中尾政之（東京大学大学院工学系研究科総合研究機構教授）
- 永田雅一 (東京水産大学非常勤講師)
- 中村明子 (慶應義塾大学客員教授)
- 中村智彦（神戸国際大学経済学部教授）
- 橋本裕之（千葉大学文学部日本文化学科教授）
- 長谷見雄二（早稲田大学理工学部建築学科教授）
- 馬場雄二（東北芸術工科大学名誉教授）
- 林修（東進ハイスクール予備校講師）
- 原克（早稲田大学教育学部教授）
- 原晋（青山学院大学陸上競技部・長距離ブロック監督）
- 坂東眞理子（昭和女子大学学長）
- 樋口桂（文京学院大学保健医療技術学部解剖学准教授）
- 藤田智（恵泉女学園大学園芸文化研究所准教授）
- 増田ユリヤ（明治学院高等学校世界史教諭）
- 松永是 （東京農工大学副学長）
- 三井洋司（徳島文理大学薬学部教授）
- 宮崎正勝（北海道教育大学教育学部教授・退職済）
- 森下宗夫（国際医療福祉大学薬学部非常勤講師）
- 森田健司（大阪学院大学経済学部准教授）
- 柳原一成（東京農業大学客員教授）
- 柳本有二（神戸常盤大学保健科学部看護学科教授）
- 山口仲美（明治大学国際日本学部教授）
- 養老孟司（解剖学者、東京大学名誉教授）
- 横澤利昌（亜細亜大学経営学部教授）
- 吉田俊秀（京都市立看護短期大学教授）
- 吉村靖孝（東京理科大学非常勤講師）

### 学者・研究者
- 伊藤慎一郎（ペンシルベニア州立大学工学部航空工学科客員研究員）
- 内田詮三（農学博士・国営沖縄記念公園水族館館長）
- 尾木直樹（教育評論家）
- 奥山忠政（「アジア麺文化研究会」世話人・事務局長）
- 織朱實（上智大学大学院教授）
- 河田惠昭（京都大学防災研究所長）
- 北原保雄（独立行政法人日本学生支援機構理事長・筑波大学名誉教授）
- 君塚直隆（関東学院大学教授）
- 小松正之（独立行政法人水産総合研究センター理事）
- 瀧上豊（日本火山学会、日本地球化学会、物理教育学会、物理教育研究会、ゴンドワナ研究会会員）
- 土屋秀宇（日本漢字教育振興協会理事長・国語問題協議会評議員 ）
- 内藤貴雄（特別視機能研究所所長）
- 中井泉（東京理科大学グリーン光科学技術研究センター長）
- 中野京子（ドイツ文学者・「怖い絵」シリーズ著者）
- 藤原幸一（国際海洋自然観察員協会（PACI）理事・日本ガラパゴスの会（JAGA）理事）
- 辨野義己（独立行政法人理化学研究所バイオリソースセンター微生物材料開発室長）
- 實吉達郎（動物学者）
- 松原聰（国立科学博物館地学研究部部長）
- 間中信也（温知会・間中病院院長）
- 茂木健一郎（脳科学者）
- 山本万里（農業・食品産業技術総合研究機構野菜茶業研究所野菜・茶機能性研究チーム長）

### 医師・医学博士
- 佐藤芹香（医師）
- 新谷弘実（医師）
- 海堂尊（医師）
- 鎌田實（医師）
- 川島隆太（東北大学教授・医学者）
- 天野恵子（東京大学医学部非常勤講師）
- 井口傑（慶應義塾大学医学部教授）
- 石井正則（東京慈恵会医科大学耳鼻咽喉科助教授）
- 古賀良彦（杏林大学医学部精神神経科学教室教授）
- 斎藤博久（国立成育医療研究センター　研究所長補佐）
- 新谷弘実（アルバート・アインシュタイン医科大学外科教授）
- 鈴川正之（自治医科大学救急医学教室教授）
- 田上順次（東京医科歯科大学大学院教授）
- 夏秋優（兵庫医科大学准教授）
- 奈良信雄（東京医科歯科大学大学院教授）
- 野村総一郎（防衛医科大学校精神科教授）
- 藤田紘一郎（東京医科歯科大学医学部教授）
- 山蔭道明（札幌医科大学医学部麻酔科講師）
- 坪田一男（慶應義塾大学医学部教授）
- 三角和雄（千葉西総合病院院長・心臓センター長、東京医科歯科大学臨床教授）
- 加藤友朗（コロンビア大学教授）
- 藤野智哉（精神科医）

### 政治家
- 青山やすし（元東京都副都知事・明治大学公共政策大学院教授）
- 鴨下一郎（小泉改造内閣厚生労働副大臣・安倍改造内閣環境大臣）
- 岸田文雄（第101代内閣総理大臣）
- 竹中平蔵（小泉内閣内閣府特命担当大臣・総務大臣）
- 谷垣禎一（小泉内閣財務大臣）
- 橋下徹（弁護士、元大阪市長）
- 東国原英夫（元宮崎県知事）
- 河野太郎（デジタル大臣）

### 作家・写真家・ジャーナリスト
- 飯島正広（写真家）
- 池上彰（元NHK記者、ジャーナリスト）

※2015年4月以降、裏番組に出演している。
- 今村翔吾（小説家）
- 岩合光昭（動物写真家）
- 唐沢俊一（コラムニスト、評論家）
- 栗林慧（写真家）
- 嶋田忠（写真家）
- 鈴木健二（元NHKアナウンサー）
- 手嶋龍一（元NHK特派員、ジャーナリスト、作家）
- 中村宏治（水中カメラマン）
- 早坂隆（ルポライター）
- 百田尚樹（小説家）
- 松橋利光（生きものカメラマン）
- 松本隆（作詞家）
- 丸山貴史 (図鑑制作者)
- 森永卓郎（経済アナリスト）
- 唐澤貴洋（作家、弁護士）

### 実業家
- 小菅正夫（旭川市旭山動物園園長）
- 星野昭 （元西友ひばりが丘店店長）
- 堀江貴文（元ライブドア社長）
- 前田裕二（SHOWROOM社長）
- 八代英輝（弁護士）
- 柳下恭平（鴎来堂社長）

### 外国人
- アンデシュ・ハンセン（精神科医）
- アル・ゴア（アメリカ合衆国元副大統領）
- エリック・ウアネス（NGO「国境なき医師団」（MSF）日本事務局長）
- ゴゴール・ロブマイヤー（映画監督）
- シーラ・シスル（国際連合世界食糧計画（WFP）事務局次長）
- デビット・バーロウ（生物学博士）
- ドゥーガル・ディクソン（地質学者）
- ドゥーグル・J.リンズィー（深海生物学者）
- トニー・ラズロ（NGO『一緒企画』運営）
- バリー・マーシャル（西オーストラリア大学分子生物学研究室教授）
- ビリー・ブランクス（フィジカルトレーナー）
- フレディ・バー（生物学者）
- ナイジェル・マーヴェン（テレビプロデューサー）
- マーク・レッドベター（日本女子大学付属高校、法政大学講師）
- マイケル・プロンコ（明治学院大学アメリカ文学・文化・映画学准教授）
- ミハイル・ゴルバチョフ（ソ連初代大統領）
- バート・ウィートジェンス（ネズミを使った地雷除去NGOAPOPO創始者）
- ピエール・マルコリーニ（ショコラティエ）
- ジョエル・ロブション（料理人）
- ポール・ルセサバギナ（ホテル・ルワンダのモデル）
- ラウラ・コピロウ（フィンランド大使館職員）
- ルース・マリー・ジャーマン（ジャーマン・インターナショナルCEO）
- パク・ジニョン（シンガーソングライター・音楽プロデューサー）

### その他の著名人
- 安藤忠雄（建築家）
- 太田高広（料理人）
- 清塚信也（ピアニスト）
- 武田鉄矢（俳優、歌手）
- 森崎博之（俳優、タレント、TEAM NACSリーダー）
- 七類誠一郎（ダンサー）
- 高見映（ノッポさん）
- 武田双雲（書道家）
- 田中宥久子（メイクアップアーティスト）
- 畑正憲（作家、テレビ番組「ムツゴロウとゆかいな仲間たち」パーソナリティ）
- 羽生善治（将棋棋士）
- 野口聡一（宇宙飛行士）
- 松井秀喜（元・読売ジャイアンツ、メジャーリーグ外野手）
- 所ジョージ（タレント、テレビ司会者）
- 島田紳助（お笑いタレント、テレビ司会者）
- 爆笑問題（お笑いタレント、テレビ司会者）
- みのもんた（テレビ司会者）
- 米村でんじろう（サイエンスプロデューサー）
- 星野仙一（元プロ野球選手）
- テレンス・リー （自称元傭兵で防犯アドバイザー）
- 坂本雄次（24時間テレビマラソントレーナー）
- 速水けんたろう（元NHKおかあさんといっしょ8代目うたのおにいさん）青島広志と競演
- 神崎ゆう子（元NHKおかあさんといっしょ16代目うたのおねえさん）青島広志と競演
- 横山だいすけ（元NHKおかあさんといっしょ11代目うたのおにいさん）
- 北村晴男（弁護士）
- 古屋雄作（映像作家）

など

### アニメキャラクター
- 江戸川コナン（声：高山みなみ。『名探偵コナン』より）
- アンパンマン（声：戸田恵子。『それいけ!アンパンマン』より）
- ばいきんまん（声：中尾隆聖。『それいけ!アンパンマン』より）
- バカボンのパパ（声：富田耕生[注 7]。『天才バカボン』より）

※日本語が話せない外国人の授業では先生と生徒は共に通訳用のイヤフォンを付ける。実際の放送ではナレーターによるボイスオーバーをつける。

## PTAの評価
- 「親が子どもに見せたい番組」第5位 - 2005年度「子供とメディアに関する意識調査」（日本PTA全国協議会主催）
- 「親が子どもに見せたい番組」第1位 - 2006年度「子供とメディアに関する意識調査」（日本PTA全国協議会主催）
- 「親が子どもに見せたい番組」第1位 - 2007年度「子供とメディアに関する意識調査」（日本PTA全国協議会主催）
- 「親が子どもに見せたい番組」第1位 - 2008年度「子供とメディアに関する意識調査」（日本PTA全国協議会主催）
- 「親が子どもに見せたい番組」第1位 - 2009年度「子供とメディアに関する意識調査」（日本PTA全国協議会主催）
- 「親が子どもに見せたい番組」第1位 - 2010年度「子供とメディアに関する意識調査」（日本PTA全国協議会主催）
- 「親が子どもに見せたい番組」第1位 - 2011年度「子供とメディアに関する意識調査」（日本PTA全国協議会主催）

## ネット局
| 放送対象地域   | 放送局                    | 系列                          | 放送日時           | ネット状況 | 備考     |
| -------------- | ------------------------- | ----------------------------- | ------------------ | ---------- | -------- |
| 関東広域圏     | 日本テレビ（NTV）         | 日本テレビ系列                | 土曜 19:56 - 20:54 | 制作局     | 制作局   |
| 北海道         | 札幌テレビ（STV）         | 日本テレビ系列                | 土曜 19:56 - 20:54 | 同時ネット |          |
| 青森県         | 青森放送（RAB）           | 日本テレビ系列                | 土曜 19:56 - 20:54 | 同時ネット |          |
| 岩手県         | テレビ岩手（TVI）         | 日本テレビ系列                | 土曜 19:56 - 20:54 | 同時ネット |          |
| 宮城県         | ミヤギテレビ（MMT）       | 日本テレビ系列                | 土曜 19:56 - 20:54 | 同時ネット |          |
| 秋田県         | 秋田放送（ABS）           | 日本テレビ系列                | 土曜 19:56 - 20:54 | 同時ネット |          |
| 山形県         | 山形放送（YBC）           | 日本テレビ系列                | 土曜 19:56 - 20:54 | 同時ネット |          |
| 福島県         | 福島中央テレビ（FCT）     | 日本テレビ系列                | 土曜 19:56 - 20:54 | 同時ネット |          |
| 山梨県         | 山梨放送（YBS）           | 日本テレビ系列                | 土曜 19:56 - 20:54 | 同時ネット |          |
| 新潟県         | テレビ新潟（TeNY）        | 日本テレビ系列                | 土曜 19:56 - 20:54 | 同時ネット |          |
| 長野県         | テレビ信州（TSB）         | 日本テレビ系列                | 土曜 19:56 - 20:54 | 同時ネット |          |
| 静岡県         | 静岡第一テレビ（SDT）     | 日本テレビ系列                | 土曜 19:56 - 20:54 | 同時ネット |          |
| 富山県         | 北日本放送（KNB）         | 日本テレビ系列                | 土曜 19:56 - 20:54 | 同時ネット |          |
| 石川県         | テレビ金沢（KTK）         | 日本テレビ系列                | 土曜 19:56 - 20:54 | 同時ネット |          |
| 福井県         | 福井放送（FBC）           | 日本テレビ系列                | 土曜 19:56 - 20:54 | 同時ネット |          |
| 中京広域圏     | 中京テレビ（CTV）         | 日本テレビ系列                | 土曜 19:56 - 20:54 | 同時ネット |          |
| 近畿広域圏     | 読売テレビ（ytv）         | 日本テレビ系列                | 土曜 19:56 - 20:54 | 同時ネット |          |
| 鳥取県・島根県 | 日本海テレビ（NKT）       | 日本テレビ系列                | 土曜 19:56 - 20:54 | 同時ネット |          |
| 広島県         | 広島テレビ（HTV）         | 日本テレビ系列                | 土曜 19:56 - 20:54 | 同時ネット |          |
| 山口県         | 山口放送（KRY）           | 日本テレビ系列                | 土曜 19:56 - 20:54 | 同時ネット |          |
| 徳島県         | 四国放送（JRT）           | 日本テレビ系列                | 土曜 19:56 - 20:54 | 同時ネット |          |
| 香川県・岡山県 | 西日本放送（RNC）         | 日本テレビ系列                | 土曜 19:56 - 20:54 | 同時ネット |          |
| 愛媛県         | 南海放送（RNB）           | 日本テレビ系列                | 土曜 19:56 - 20:54 | 同時ネット |          |
| 高知県         | 高知放送（RKC）           | 日本テレビ系列                | 土曜 19:56 - 20:54 | 同時ネット |          |
| 福岡県         | 福岡放送（FBS）           | 日本テレビ系列                | 土曜 19:56 - 20:54 | 同時ネット |          |
| 長崎県         | 長崎国際テレビ（NIB）     | 日本テレビ系列                | 土曜 19:56 - 20:54 | 同時ネット |          |
| 熊本県         | くまもと県民テレビ（KKT） | 日本テレビ系列                | 土曜 19:56 - 20:54 | 同時ネット |          |
| 大分県         | テレビ大分（TOS）         | 日本テレビ系列 フジテレビ系列 | 土曜 19:56 - 20:54 | 同時ネット |          |
| 鹿児島県       | 鹿児島読売テレビ（KYT）   | 日本テレビ系列                | 土曜 19:56 - 20:54 | 同時ネット |          |
| 沖縄県         | 沖縄テレビ（OTV）         | フジテレビ系列                | 日曜 12:00 - 12:58 | 遅れネット | [ 注 9 ] |

### 不定期放送
- テレビ宮崎（フジテレビ系列、日本テレビ系列、テレビ朝日系列）[注 10]

## スタッフ
最終回時点
- 総合演出：藤森和彦（日本テレビ、2022年4月9日 - 2024年3月23日）
- ゼネラルプロデューサー：髙橋利之（日本テレビ、2022年4月9日 - 2024年3月23日、2013年4月20日 - 2022年3月26日までは総合演出）
- 企画：福士睦（日本テレビ、2013年4月20日 - 2022年3月26日・2024年3月23日、以前は総合演出）
- 構成：堀江利幸、桜井慎一、三木敦、ヒロハラノブヒコ、小山賢太郎
- TM：小椋敏宏（日本テレビ）
- SW：三井隆裕
- 美術プロデューサー：三浦昭彦
- 美術デザイン：髙井美貴、山根茉子
- メイク：奥松かつら
- 技術協力：NiTRO、ヌーベルバーグ、IMAGICA、ヌーベルアージュ
- 美術協力：日テレアート
- モニター：ジャパンテレビ
- 編集：川合信吾（以前はVTR編集）
- MA：蒔田謙太郎
- 音効：高取謙（ブルービート）
- スタイリスト：小川カズ、設楽宗秀、作山直紀
- 協力：ケイダッシュ
- リサーチ：田原拓郎・五十嵐莉乃・三澤一樹（フォーミュレーション）、岡本順子・宇野竜太・角田裕（フリード）、利光宏治・依田龍介・落合悠貴（CLAFTLAB）
- デスク：田口美和子
- TK：春日千佳子
- 制作進行：佐々木麻理菜（2022年10月 - 2024年3月23日）
- 演出：渡邉友一郎（日本テレビ）、長井香織・綾部健二・鈴嶋直子（創輝）、鍋田拓朗（日企）、笠間崇（AXON）、中野貴文（ジーヤマ）、曽我翔・齋藤郁恵（えすと）
- プロデューサー：岩崎小夜子（日本テレビ、2021年6月5日 - 2024年3月23日）/持田順也・佐藤なつね（創輝）、竹下美佐・山口絵梨香（日企）、阿河朋子・岩山夏子（えすと）、城下直子（AXON）、池田桂子（ジーヤマ）、佐藤理恵（てっぱん）/岸野基生（創輝）、田中麻里菜、丸山晴香、関直輝、大塚明（AXON）、稲積桃花（ジーヤマ）
- チーフプロデューサー：遠藤正累（日本テレビ、2022年6月4日 - 2024年3月23日）
- 制作協力：創輝、日企、えすと、AXON、ジーヤマ
- 製作著作：日テレ

### 過去のスタッフ
- 構成：大岩賞介/富樫佳織
- 構成協力：松岡正剛
- TM：福王寺貴之・江村多加司・新名大作（日本テレビ）
- 美術プロデューサー：高野豊
- 美術デザイン：松崎純一、道勧英樹、高木智恵子
- 演出：鴨井義明、奥村竜（えすと）、掛水伸一（ジーヤマ）、芳住昌之、滝田朋之、水野達也（水野→以前はディレクター、ジーヤマ）、藤井良記（日本テレビ）、小林淳一（えすと）、柳沢英俊（日本テレビ）
- プロデューサー：納富隆治・矢澤真・今井大輔・廣瀬由紀子・小江翼（日本テレビ）/宇佐美友教・加藤宏実（日企、加藤→以前は演出）、正森和郎（日テレE→AX-ON）、小川潔・黒川こず枝（創輝）、高橋利一郎（ジーヤマ）、大澤裕二（AX-ON）、前田夏奈、佐藤裕昭、市野雅一（市野→以前は演出、AX-ON）、大須賀美紀（大須賀→以前はフロアーD►ディレクター）
- 統轄プロデューサー：前田直彦（日本テレビ、2020年10月10日 - 2022年5月21日）
- チーフプロデューサー：吉川圭三、安岡喜郎、糸井聖一、横田崇、川邊昭宏（日本テレビ）

### 復活特番
- 総合演出：三浦伸介（日本テレビ）
- ゼネラルプロデューサー：髙橋利之（日本テレビ）
- 企画：福士睦（日本テレビ）
- Special Thanks：下田明宏（日本テレビ）
- 構成：桜井慎一、ヒロハラノブヒコ
- TM：小椋敏宏（日本テレビ）
- SW：三井隆裕
- 美術プロデューサー：三浦昭彦
- 美術デザイン：髙井美貴
- メイク：奥松かつら
- 技術協力：NiTRO、ヌーベルバーグ、IMAGICA
- 美術協力：日テレアート
- モニター：ジャパンテレビ
- 編集：川合信吾
- MA：蒔田謙太郎
- 音効：高取謙（ブルービート）
- スタイリスト：小川カズ、設楽宗秀、作山直紀
- 協力：ケイダッシュ
- リサーチ：田原拓郎・五十嵐莉乃・三澤一樹（フォーミュレーション）、依田龍介・小林のぞみ・長澤め一とる（CLAFTLAB）
- デスク：田口美和子
- TK：南田めぐみ
- 演出：鈴嶋直子（創輝）、鍋田拓朗（日企）
- プロデューサー：岩崎小夜子（日本テレビ）、持田順也・長井香織（創輝）、竹下美佐・山口絵梨香（日企）/岸野基生（創輝）、加藤善一（日企）
- チーフプロデューサー：島田総一郎（日本テレビ）
- 制作協力：創輝、日企
- 製作著作：日テレ

## 書籍
- 世界一受けたい授業・Vol.1 ISBN 4-8203-9919-5
- 世界一受けたい授業・Vol.2 ISBN 4-8203-9930-6
- 世界一受けたい授業・能力開発編 ISBN 4-8203-9945-4
- 世界一受けたい授業 使える知識!BEST100 ISBN 978-4-8203-0015-1

## 舞台
2018年7月〜8月にかけて『世界一受けたい授業・タイムマシンに乗って恐竜に会いに行こう』が全国5都市のアリーナツアーとして演じられた。上演中に観客参加コーナーとして番組内のコンテンツを体感することができる。2019年にも再び開催された。

### キャスト（舞台）
- 博士 - 山崎樹範
- 助手 - 八嶋智人
- 少女 - 芦田愛菜

## 日テレ系人気番組 春秋の番組対抗スペシャル

### 概要
元々日本テレビの番組対抗特番としては、『4時間クイズスーパースペシャル』が放送されていたが、メインの『クイズ世界はSHOW by ショーバイ』と『マジカル頭脳パワー』が終了したため、それを大幅にリニューアルする形で新たにこの番組が放送された。
そのスーパークイズスペシャルの実質的後継番組として番組が終了した1999年秋から8年後の、2007年秋改編期から当番組をメインにした3時間強の番組対抗クイズ特番が放送された。便宜上、以下“番組対抗第1期”と記述する。
春・秋改編期の恒例特番として『日テレ系人気番組が大集合!世界一受けたい授業 （春or秋）の最強先生来襲スペシャル』または『日テレ系人気番組の最強先生が来襲 （春or秋）の番組対抗スペシャル』のタイトルで放送されていた。放送日はすべて、TBS系列の同趣旨の改編期クイズ特番『オールスター感謝祭』 の1週間後であった。日本テレビ系列で放送されている人気番組・新番組、特別番組や日本テレビ制作映画の出演者が一堂に会しクイズに答えていき優勝を決めていた。また、解答者のみならず出題側も日本テレビ系列各番組が出演しており、「授業」と銘打ったクイズが行われていた。
優勝番組には「世界一行きたい修学旅行」と題して旅行券が贈呈された。
第9回までは書き問題と早押し問題が両方出題され、優勝チームは正解率により決定していた。第10回以降は全問早押し問題形式（解答権は1問につき1番組1回まで）の点数制に変更され、点数は難易度を考慮して問題毎にそれぞれ設定されていた。
放送時間は回によって異なるが、第2回を除き約3時間半となっていた。
『それいけ!アンパンマン』のアンパンマンやばいきんまん、『名探偵コナン』 の江戸川コナン・毛利蘭・毛利小五郎など日本テレビ系アニメのキャラクターが着ぐるみで番組に登場する事がある。ただし、解答者席には着席するものの書き取り問題には参加しない。一部のキャラクターはゲーム企画に参加することもある。
2013年春からは新たな番組対抗スペシャル『DASHでイッテQ!行列のできるしゃべくり 日テレ系人気番組No.1決定戦』が放送されるため、当番組での番組対抗スペシャルおよび改編期のクイズ特番は2012年秋で一旦、終了となった（番組対抗第2期に関しては後述する）。

### 各回の放送概要
| 回     | 放送年 | 季節 | 放送日   | 放送時間      | 優勝番組                    | 正解率 ↓ 点数 | 視聴率 | 視聴率 |
| 回     | 放送年 | 季節 | 放送日   | 放送時間      | 優勝番組                    | 正解率 ↓ 点数 | 第1部  | 第2部  |
| ------ | ------ | ---- | -------- | ------------- | --------------------------- | ------------- | ------ | ------ |
| 第1回  | 2007年 | 秋   | 10月6日  | 18:30 - 21:48 | 今田ハウジング              | 55.2%         | 11.6%  | 17.2%  |
| 第2回  | 2008年 | 春   | 4月5日   | 19:00 - 22:54 | ラジかるッ                  | 42.9%         | 14.1%  | 14.1%  |
| 第3回  | 2008年 | 秋   | 10月4日  | 18:30 - 21:54 | 行列のできる法律相談所      | 45.1%         | 7.1%   | 15.1%  |
| 第4回  | 2009年 | 春   | 4月11日  | 18:30 - 21:54 | 世界の果てまでイッテQ!      | 35.7%         | 9.1%   | 15.4%  |
| 第5回  | 2009年 | 秋   | 10月10日 | 18:30 - 21:54 | サムライ・ハイスクール      | 35.7%         | 10.8%  | 17.8%  |
| 第6回  | 2010年 | 春   | 4月10日  | 18:30 - 21:54 | 人生が変わる1分間の深イイ話 | 30.8%         | 10.2%  | 16.7%  |
| 第7回  | 2010年 | 秋   | 10月9日  | 18:30 - 21:54 | 世界一受けたい授業          | 33.8%         | 12.8%  | 16.7%  |
| 第8回  | 2011年 | 春   | 4月16日  | 18:30 - 21:54 | ヒルナンデス!               | 37.5%         | 9.7%   | 15.8%  |
| 第9回  | 2011年 | 秋   | 10月8日  | 18:30 - 21:54 | 5MEN旅                      | 38.8%         | 9.7%   | 13.3%  |
| 第10回 | 2012年 | 春   | 4月7日   | 18:30 - 21:54 | ものまねグランプリ          | 623点         | 9.4%   | 16.4%  |
| 第11回 | 2012年 | 秋   | 10月6日  | 18:30 - 21:54 | 情報ライブ ミヤネ屋         | 630点         | 9.9%   | 14.3%  |

- 視聴率は関東地区、ビデオリサーチ調べ。
- 18:30から放送の場合、18:30 - 19:00が第1部、19:00 - 21:54（21:48）が第2部。

| 日本テレビ系列 番組対抗                          | 日本テレビ系列 番組対抗                                              | 日本テレビ系列 番組対抗                            |
| 前番組                                           | 番組名                                                               | 次番組                                             |
| ------------------------------------------------ | -------------------------------------------------------------------- | -------------------------------------------------- |
| スーパークイズスペシャル （1990年秋 - 1999年秋） | 日テレ系人気番組が大集合! 世界一受けたい授業 （2007年秋 - 2012年秋） | 日テレ系人気番組No.1決定戦 （2013年春 - 2020年秋） |